# Ark, le dieu robot
Pour les articles homonymes, voir Ark.
Pour plus de détails, voir Fiche technique et Distribution.
Ark, le dieu robot (Ark)  est un long métrage d’animation américano-sud-coréen réalisé par Kenny Hwang sorti en 9 septembre 2003 ou après une très brève apparition au cinéma passe en format DVD en 2005.

## Synopsis
Dans un lointain futur sur la planète Alcyone, deux peuples s’affrontent pour leur survie. La planète Alcyone est condamnée par la pollution et les « Terres désolées » gagnent du terrain. Les Cévéens ont construit l’Ark une gigantesque ville-vaisseau qui devrait leur permettre de fuir cette planète… mais les Cévéens sont les esclaves des storions qui se sont emparés de l’Ark. Qui peut sauver Alcyone ? La fille de la déesse Amiel grande prêtresse de l’Ark ?

## Fiche technique
- Titre : Ark, le dieu robot
- Titre original : Ark
- Réalisation : Kenny Hwang
- Scénario :  Davis Weinstein et Jordan Itkowitz
- Musique : Denis C Brown
- Pays d'origine : États-Unis, Corée du Sud
- Format : couleur
- Genre : animation
- Durée : 84 minutes
- Date de sortie : 2003

## Doublage
- Chiara Zanni : Amarinth
- Kirby Morrow : Rogan
- James Woods : Jallak
- Trevor Devall : Baramanda
- Kathleen Barr : Piriel
- Tabitha St. Germain : l'impératrice Cathebel
- Gerard Plunkett : le ministre Eserbus
- Fiona Hogan (en) : Dr. Anders
- Jason Simpson : Higgins
- Sandy Fox : Jejune
- Richard Newman : Umada
- Scott McNeil : Quinn
- Ty Olsson : Lorris
- Brian Dobson : Burke
- Tim Owens : Kiskin
- Lee Tockar : Jejun